# حسن شاملو

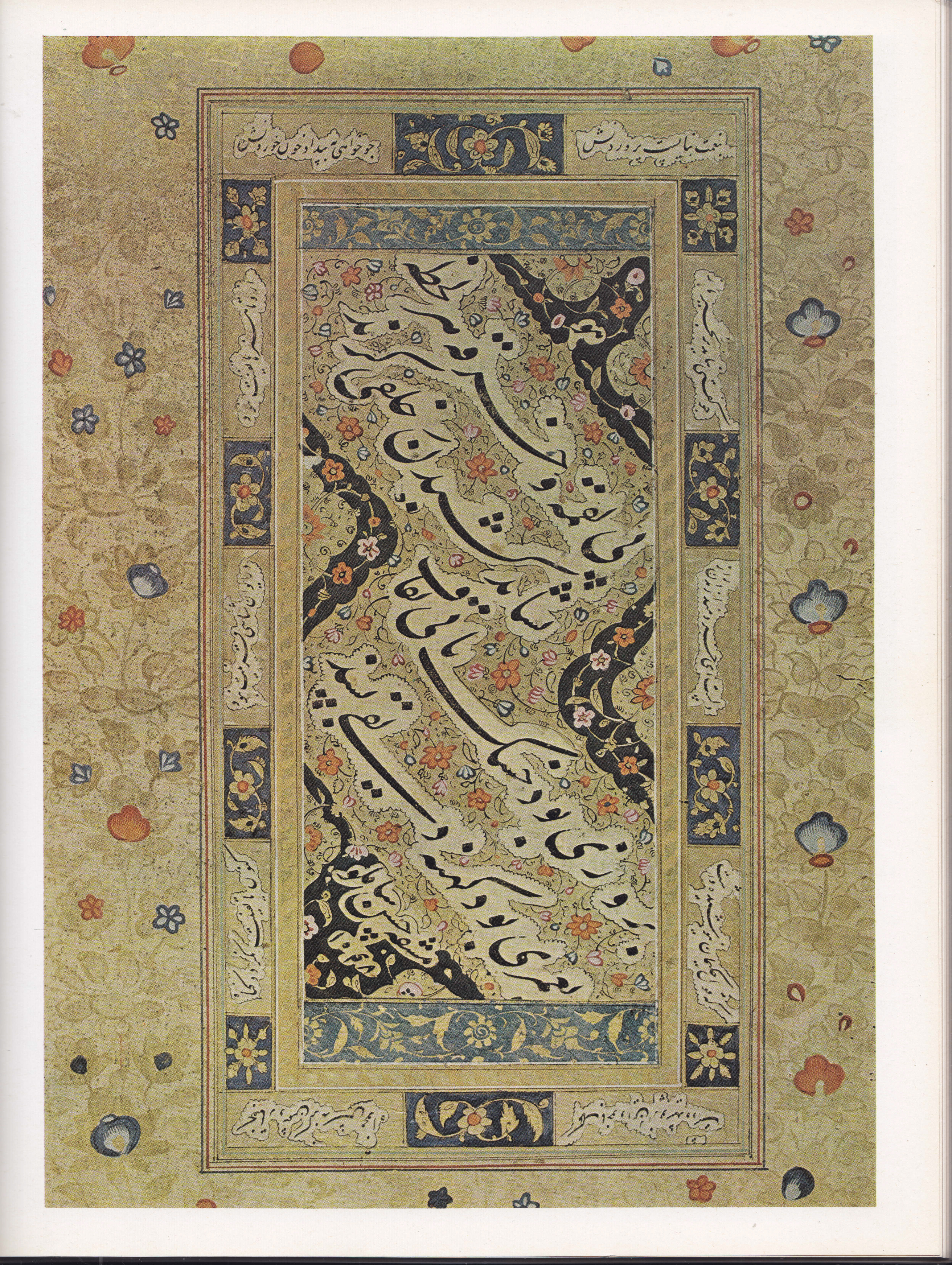
به خط حسن شاملو

حسن شاملو در سدهٔ یازدهم هجری و در زمان شاه عباس اول حاکم شهر هرات بود و افزون بر ویژگی‌های سیاسی و اداری، شاعری شیرین سخن و خوشنویسی برجسته نیز بود. او از خوشنویسان و نستعلیق‌نویسان زبردست بوده‌است.
او فرزند حسین خان از بزرگان امرای شاملو بود که پدر بر پدر در دربار پادشاهان صفوی دارای مشاغل مهم بوده‌اند. حسن خان در زمان سلطنت شاه عباس کبیر به سال ۱۰۲۷ بجای پدر خود امیرالامرا و بیگلربیگی خراسان را عهده‌دار شد. و در زمان شاه صفی همچنان حکومت هرات را داشت و امیرالامرای خراسان بود. وی سرداری دلیر بود و چند بار مهاجمان ازبک را شکست داده است.
مجلس این حاکم هنرمند، هیچگاه از صاحبان فضل و کمال خالی نبود و اوقات خود را صرف همنشینی با فضلا و شعرا و هنرمندان می‌کرد.
در عالم آرای عباسی آمده که فردی سخنور و خوشنویس بوده و صاحب سیف و قلم بوده و شعر می‌سروده است. دیوان او مشتمل بر سه هزار بیت بوده که به نظر نصرآبادی رسیده بوده‌است. نمونه شعر او یک رباعی است که به خط نستعلیق درشت در کتیبه‌ای در حرم علی بن موسی‌الرضا نصب بوده:
| دارم چو حسن سری به درگاه رضا |  | بیرون نروم یک قدم از راه رضا |
| خواهی که سرت بعرش توفیق رسد  |  | بگذار برآستانهٔ شاه رضا       |

در صحن آرامگاه پیر هرات، خواجه عبدالله انصاری، یکی از چیزهایی که توجه را به خود می کشاند، سنگ مرمرین بزرگی است که به صورت قائم بر پهلوی راست و نزدیک به گوشه یی که بر جانب لوح مزاراست، استوار گردیده است. بر این سنگ، دو بیت، به خطّ نستعلیق خوش و جلی، به صورت برجسته نقش بسته و به اصطلاح کتیبه نگاران نقر گردیده است. این خطّ خوش و این دو بیت دلنشین، از حسن خان شاملوست:
| دهـد تا ساقی عرفان دلت را جام هشـیاری |  | درآ در بزمگاه خواجـه عبدالله انصاری    |
| بود لوح مزارش نازنین سروی که از شـوخی |  | ملائک را، چو قُمری، کرده گرم ناله وزاری |

او در خط نستعلیق از استادان زبردست و مشهور دوران بود و شیوه میرعماد را دنبال می‌کرد اما استادش معلوم نیست. در کتاب نتایج الافکار وفات او را ۱۱۰۰ه‍ ذکر کرده و گفته در هرات درگذشت و جنازه او را به مشهد انتقال داده به خاک سپردند. مولف تذکرهٔ غنی نیز همین سال را ذکر کرده اما در کتاب «نمونهٔ خطوط خوش نستعلیق» سال مرگ او ۱۰۵۲ ه‍ ثبت شده‌است
تاریخ درگذشت فرزند او مرتضی‌قلی‌خان شاملو که از شکسته‌نویسان مشهور بود و او نیز پس از پدر در دوران شاه سلیمان صفوی مدتی حاکم‌‍ هرات بود نیز  ۱۱۰۰ ه‍ ذکر شده‌است. اما با توجه به آثار باقی‌مانده از او باید درگذشتش پس از ۱۰۷۷ ه‍.ق اتفاق افتاده باشد.